# Scheloribates minifimbriatus
Scheloribates minifimbriatus är en kvalsterart som beskrevs av Mínguez, Subías och Ruiz 1986. Scheloribates minifimbriatus ingår i släktet Scheloribates och familjen Scheloribatidae. Inga underarter finns listade i Catalogue of Life.